# Sauk City
Sauk City é uma vila localizada no estado norte-americano de Wisconsin, no Condado de Sauk.

## Demografia
Segundo o censo norte-americano de 2000, a sua população era de 3109 habitantes.
Em 2006, foi estimada uma população de 3138, um aumento de 29 (0.9%).

## Geografia
De acordo com o United States Census Bureau tem uma área de
4,2 km², dos quais 3,9 km² cobertos por terra e 0,3 km² cobertos por água. Sauk City localiza-se a aproximadamente 236 m acima do nível do mar.

## Localidades na vizinhança
O diagrama seguinte representa as localidades num raio de 20 km ao redor de Sauk City.